# Zolani Petelo
Zolani Petelo (ur. 21 września 1975 r.) – południowoafrykański bokser, były mistrz świata IBF w kategorii słomkowej.

## Kariera zawodowa
Jako zawodowiec zadebiutował 3 kwietnia 1993 r., zwyciężając na punkty w 4. rundowym pojedynku. Do 1996 r. stoczył jeszcze 11 walk, z których 8 wygrał, 2 zremisował i 1 przegrał. Porażkę zadał mu Lindi Memani, który znokautował go w 10. rundzie w walce o mistrzostwo RPA.
27 grudnia 1997 r. otrzymał szansę walki o mistrzostwo świata IBF, mając za rywala Ratanapola Sor Vorapina. Petelo sprawił ogromną niespodziankę, pokonując mistrza przez techniczny nokaut w 4. rundzie i zabierając mu tytuł. Taj posiadał tytuł od 1992 r. i obronił go do czasu walki, aż 19. razy.
21 marca 1998 r. przystąpił do pierwszej obrony mistrzostwa. W Gauteng, Petelo zmierzył się z Indonezyjczykiem Faisolem Akbarem. Petelo zwyciężył niejednogłośnie na punkty (118-110, 115-113, 113-115), broniąc tytuł po raz pierwszy. 4 lipca przystąpił do kolejnej, drugiej obrony pasa. Zmierzył się z Carmelo Caceresem, a walka odbyła się w tym samym miejscu, co poprzednia obrona. Petelo udanie obronił tytuł, pokonując rywala przez techniczny nokaut w 7. rundzie.
29 maja 1999 r. w kolejnej obronie mistrzostwa zmierzył się z byłym mistrzem świata WBO, Erikiem Jamilim. Petelo znokautował byłego mistrza już w 1. rundzie, broniąc tytuł po raz trzeci. 3 grudnia zmierzył się z kolejnym Filipińczykiem Juanito Rubillarem. Walka odbyła się w Peterborough, a Petelo zwyciężył jednogłośnie na punkty (118-110, 115-114, 118-112). W 2000 r. zanotował tylko jedną obronę mistrzostwa, nokautując w 8. rundzie Mickeya Cantwella. W 2001 r. zwakował swój tytuł, by móc zmierzyć się o pas IBF w kategorii junior muszej.
29 września 2001 r. zmierzył się w walce o pas IBF w kategorii junior muszej, z niepokonanym Ricardo Lópezem. Petelo poległ przez nokaut w 8. rundzie, a López ogłosił zakończenie kariery, nie doznając porażki w 52. pojedynkach. Na ring powrócił jeszcze w 2005 r., staczając 2 pojedynki, oba przegrał i nie wyszedł już więcej do ringu.